# Loukas Yorkas

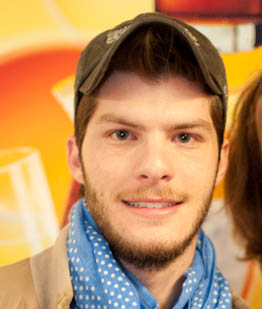
Loukas Yorkas, 2011

Loukas Yorkas (internationale Eigenschreibweise, auch Loucas Yiorkas; griechisch Λούκας Γιώρκας, Transkription: Loukas Giorkas, Transliteration: Lukas Giōrkas; * 18. Oktober 1986 in Larnaka) ist ein griechisch-zypriotischer Sänger.

## Leben und Wirken
Geboren auf Zypern kam er 2005 nach Griechenland, um an der Universität Patras Biologie zu studieren.
Er war der Gewinner der ersten Staffel der griechischen Version der Talentshow The X Factor (2008/2009). Er veröffentlichte danach eine EP namens Mazi, die Goldstatus erlangte.
Als Sieger des Nationalen Vorentscheids im März 2011 vertrat er Griechenland mit der Ballade Watch my Dance (deutsch: Sieh meinen Tanz) beim Eurovision Song Contest 2011. Der Titel hat einen – für Eurovisions-Verhältnisse – ungewöhnlich ungeraden Takt. Ihm zur Seite stand der Rapper Stereo Mike. Am 10. Mai 2011 präsentierten sie ihren Beitrag im ersten ESC-Halbfinale, wo beiden der Sprung ins vier Tage später stattfindende Finale gelang. Dort belegten sie hinter dem Sieg des aserbaidschanischen Duos Ell und Nikki den siebten Platz.

## Diskografie

### Alben
- 2022: Pame Ap’ Tin Arxi

### EPs
- 2009: Mazi

### Singles
| - 2009: Mazi - 2009: Den Fantazese (mit Kokkina Halia) - 2010: Tha Peso, Tha Sikotho (Original: Mustafa Sandal – İsyankar) - 2011: Watch My Dance (mit Stereo Mike – griechischer ESC-Beitrag) - 2011: Gia Proti Fora - 2012: Ematha - 2012: Eklapsa - 2014: Mia Akoma Voutia - 2015: Stin Ousia - 2017: Den Pao Sti Douleia | - 2017: Stoihima - 2018: Ypokrinesai - 2019: Ela Ilie Mou (mit Kostas Tournas) - 2020: Mona Liza - 2020: Pame Ap’ Tin Arxi - 2021: Mou Eleipses Poly - 2021: Gia Tin Ellada - 2022: An M’ Agapas - 2022: Mexri Ton Ourano - 2023: S’ Efharisto |